# Championnats d'Europe de dressage 1965
Navigation
Édition précédente Édition suivante
Les championnats d'Europe de dressage 1965, deuxième édition des championnats d'Europe de dressage, ont eu lieu en 1965 à Copenhague, au Danemark. L'épreuve individuelle est remportée par le Suisse Henri Chammartin et l'épreuve par équipe par l'Allemagne de l'Ouest.